# Diplodonta cornea
Diplodonta cornea är en musselart som först beskrevs av Reeve 1850.  Diplodonta cornea ingår i släktet Diplodonta och familjen Ungulinidae. Inga underarter finns listade i Catalogue of Life.